# 230 État 101 à 140
Les 230 Ouest 2501 à 2540 futures 230 État 230-101 à 140 sont des locomotives de vitesse à tender séparé de l'Administration des chemins de fer de l'État, utilisées pour les trains de voyageurs ainsi que des trains de marchandises. Construites pour la Compagnie des chemins de fer de l'Ouest, elles étaient étroitement dérivées des 220 Ouest 503 à 562.

## Histoire
En 1898, la Compagnie de l'Ouest possède déjà quatre locomotives ten-wheel à tender séparé, les 2301 à 2304, à deux cylindres et roues de 1 650 mm mais ces prototypes ne donneront pas suffisamment satisfaction pour susciter la construction d'exemplaires supplémentaires, mais donnera naissance à un modèle de locomotive-tender pour trains de banlieue (230T 3700 à 3745).
Pour la traction des trains de voyageurs les plus rapides, la Compagnie de l'Ouest a fait construire les 220 n°503 à 562 sur le modèle des 220 SACM, avec une puissance et des dimensions accrues. Décision est prise de s'inspirer de ce modèle pour créer une locomotive ten wheel aux roues plus nombreuses, et plus petites, leur permettant de tracter des trains plus lourds.
La série de 40 locomotive est construite par plusieurs constructeurs pour la Compagnie de l'Ouest où elles étaient immatriculées 2501 à 2540.
- 2501 à 2510, livrées en 1899 par la Société Alsacienne de Constructions mécaniques à Belfort[4] ;
- 2511 à 2525, livrées en 1900 par la Société Franco-Belge ;
- 2526 à 2540, livrées en 1902 par la Société de construction des Batignolles[5].

En 1909, elles sont immatriculés dans le parc des chemins de fer de l'État 230 - 101 à 140.
En 1938, elles deviennent à la SNCF les 3-230 A 1 à 140. Elle disparaissent et il ne reste que 5 unités dans la série en 1957. La dernière machine est réformée en 1959.

## Description
Ces machines sont munis d'une chaudière à foyer Belpaire équipée d'un surchauffeur Schmidt. Le moteur à vapeur est compound et comprend 4 cylindres munis de tiroirs plans.
En dehors du châssis et des roues motrices, elles possèdent de nombreux éléments en commun des 220 Ouest 503 à 562, à ce titre, elles possèdent de nombreuses différences avec les 230 SACM construites à la même époque pour d’autres compagnies françaises.
Contrairement aux 220 503 à 562, leurs cylindres extérieurs étaient légèrement inclinés et l’écart entre le bogie et les essieux moteurs était faible. En outre, le tablier de ces locomotives était continu en raison du plus petit diamètre des roues motrices, qui possédaient des couvre-roues dans leur partie supérieure.
Les roues de diamètre moyen leur permettaient à la fois de tracter des trains express lourds mais aussi des trains omnibus et des trains de marchandises. Avant l’apparition de plusieurs séries de 230 à grandes roues, le service des trains les plus rapides était surtout assuré par des locomotives de disposition 220 dont les plus modernes de la compagnie étaient les 220 503 à 562.

## Descendance
Cette série de locomotives donnera naissance à d’autres séries construites par la Compagnie des Chemins de fer de l'Ouest puis par l’Administration des Chemins de fer de l'État.
- les 230 Ouest 2701 à 2820, futures 230 État 501 à 620, construites entre 1901 et 1908, elles se distinguent par leurs plus grandes roues (1,94 m) leur permettant de tracter des trains rapides, en outre, les 100 dernières de cette série possédaient des tiroirs cylindriques et un tablier relevé, parmi celles-ci, les 50 dernières étaient construites avec un surchauffeur et avaient une plus grande surface de grille ;
- les 230 Ouest 2541 à 2570, futures 230 État 141 à 170, construites en 1908, elles étaient identiques aux 230 2501 à 2540 mais avec une grille agrandie ;
- les 230 État 230-141 à 320, continuation de la série précédente par les Chemins de fer de l’État en 1911 ;
- les 230 État 621 à 705, continuation des dernières 230 à roues de 1,94 m avec surchauffeur et tiroirs cylindriques, construites en 1912.

## Caractéristiques
Longueur : 11,5 m ;
Poids à vide : 54,2 t ;
Poids en charge : 68,8 t ;
Timbre : 14 kg ;
Surface de grille : 2,8 m2 ;
Surface de chauffe : 206,7 m2 ;
Surface de surchauffe : 41,4 m2 ;
Diamètre des roues (motrices) : 1 750 mm ;
Diamètre des roues (porteuses) : 950 mm ;
Dimensions des cylindres HP (haute pression); alésage x course : 350 x 640 mm ;
Dimensions des cylindres BP (basse pression), alésage x course : 550 x 640 mm ;
Vitesse maximum : 100 km/h.

## Note
1. ↑  « Ouest 4-6-0 Locomotives in France », sur www.steamlocomotive.com (consulté le 3 août 2025)
2. ↑  « les locomotives 230 de l'Ouest », sur www.manche-ocean.fr (consulté le 3 août 2025)
3. 1 2  « les locomotives 230 de l'Ouest », sur roland.arzul.pagesperso-orange.fr (consulté le 6 juillet 2018)
4. ↑  Liste de production SACM
5. ↑  Liste de production Batignolles
6. ↑  « les locomotives 230 du reseau de l'etat », sur roland.arzul.pagesperso-orange.fr (consulté le 6 juillet 2018)
7. ↑  « les chemins de fer et les tramways à l’exposition universelle de 1900 – Compagnie des Chemins de fer de l’Ouest », Revue Générale des Chemins de fer et des Tramways,‎ octobre 1900, p. 529-594 — Planches CXIII-CXXXVI